# Yemi Mary John
Yemi Mary John, född 3 maj 2003 i London, är en brittisk friidrottare med specialisering på 400 meter.

## Karriär
Yemi Mary John ingick i det brittiska stafettlag som kvalificerade sig till finalen på 4x400 meter som sedan tog brons vid OS 2024. Hon har även ett brons på 4x400 meter och ett silver i den maxade långa stafetten från VM 2023.